# Давыдова, Анна Ивановна
Анна Ивановна Давыдова (род. 1923, Алексино, Ивановская Промышленная область) — лучшая доярка Переславского района Ярославской области; Герой Социалистического Труда (1966).

## Жизнь и подвиг
Анна Ивановна родилась в 1923 году в селе Алексино Переславского района Ярославской области.
Приобщилась к сельскому труду с восьми лет, зарабатывала им уже с двенадцати лет. С пятнадцати лет работала на текстильной фабрике в Бельково и училась в вечерней школе. В семнадцать лет, после смерти матери, вернулась на родину и стала работать в колхозе «Новая жизнь».
В 1947 году Давыдову избрали бригадиром. На её участке было около 200 гектаров земли. Вскоре эта бригада стала лучшей в колхозе. Затем Анна Ивановна стала заведовать молочно-товарной фермой и, временно, овцеводческой фермой.
В 1961 году колхоз «Новая жизнь» был присоединён к учхозу «Дружба». На Алексинской ферме учебного хозяйства Давыдова стала телятницей, а потом дояркой опытной группы. Эксперимент учебного хозяйства состоял в том, чтобы проверить раздой коров-первотёлок ярославской породы телятами. Этот способ оказался лучшим со всех сторон: и для раздоя первотёлок, и для питания телят.
В 1964 году Анна Ивановна получила от каждой коровы по 3382 килограмма молока; в 1965 году Давыдова получила по 4486 килограмма молока с коровы, что отмечено бронзовой медалью ВДНХ. Герой Социалистического Труда (22 марта 1966).
Семья: муж — Сергей Давыдов, ветеринар; дети — Галина Сергеевна, Николай Сергеевич и Маргарита Сергеевна Давыдовы.